# Askersund (gemeente)
Askersund is een Zweedse gemeente in de provincie Örebro län.
Ze heeft een totale oppervlakte van 1025,2 km² en telde 11.477 inwoners in 2004.

## Plaatsen
- Askersund (stad)
- Åsbro
- Åmmeberg
- Zinkgruvan
- Olshammar
- Rönneshytta
- Hammar
- Sänna
- Nydalen
- Mariedamm
- Skyllberg
- Lerbäck
- Kårberg
- Snavlunda
- Estabo